# İqor Getman
İqor Yevgeni oğlu Getman (ur. 7  czerwca 1971 w Baku) – azerski piłkarz grający na pozycji prawego obrońcy. Był reprezentantem Azerbejdżanu.

## Kariera klubowa
Swoją karierę piłkarską Getman rozpoczął w klubie MCOP-Bakiniec Baku. W 1988 roku awansował do kadry pierwszego zespołu i wtedy też zadebiutował w jego barwach we wtorej lidze radzieckiej. W klubie tym występował do 1991 roku i między czasie, w 1989 roku, spadł z nim do czwartej ligi. W 1991 roku przeszedł do grającego w pierwej lidze radzieckiej, Neftçi PFK. W 1992 roku grał w nim w nowo powstałej azerskiej ekstraklasie i w sezonie 1992 wywalczył z nim tytuł mistrza Azerbejdżanu.
W 1993 roku Getman został piłkarzem rosyjskiego klubu Anży Machaczkała. Grał w nim przez pięć lat, do końca 1997 roku, na poziomie Wtoroj diwizion.
W 1998 roku Getman wrócił do Azerbejdżanu i ponownie został piłkarzem klubu Neftçi PFK. Grał w nim do końca swojej kariery czyli do końca sezonu 2006/2007. Wraz z Neftçi wywalczył dwa mistrzostwa Azerbejdżanu w sezonach 2003/2004 i 2004/2005, trzy wicemistrzostwa Azerbejdżanu w sezonach 2000/2001, 2001/2002 i 2006/2007 oraz zdobył trzy Puchary Azerbejdżanu w sezonach 1998/1999, 2001/2002 i 2003/2004.
| Sezon   | Klub               | Kraj        | Rozgrywki       | Mecze | Gole |
| ------- | ------------------ | ----------- | --------------- | ----- | ---- |
| 1988    | MCOP-Bakiniec Baku | ZSRR        | Wtoraja liga    | 20    | 0    |
| 1989    | MCOP-Termist Baku  | ZSRR        | Wtoraja liga    | 18    | 0    |
| 1990    | MCOP-Termist Baku  | ZSRR        | IV liga         | 21    | 0    |
| 1991    | Dinamo Baku        | ZSRR        | IV liga         | 4     | 0    |
| 1991    | Neftczi Baku       | ZSRR        | Pierwaja liga   | 26    | 0    |
| 1992    | Neftçi PFK         | Azerbejdżan | Premyer Liqası  | 28    | 1    |
| 1993    | Anży Machaczkała   | Rosja       | Wtoroj diwizion | 36    | 3    |
| 1994    | Anży Machaczkała   | Rosja       | Wtoroj diwizion | 30    | 4    |
| 1995    | Anży Machaczkała   | Rosja       | Wtoroj diwizion | 29    | 3    |
| 1996    | Anży Machaczkała   | Rosja       | Wtoroj diwizion | 35    | 3    |
| 1997    | Anży Machaczkała   | Rosja       | Wtoroj diwizion | 38    | 1    |
| 1998/99 | Neftçi PFK         | Azerbejdżan | Premyer Liqası  | 30    | 2    |
| 1999/00 | Neftçi PFK         | Azerbejdżan | Premyer Liqası  | 18    | 0    |
| 2000/01 | Neftçi PFK         | Azerbejdżan | Premyer Liqası  | 19    | 1    |
| 2001/02 | Neftçi PFK         | Azerbejdżan | Premyer Liqası  | 24    | 0    |
| 2002/03 | Neftçi PFK         | Azerbejdżan | Premyer Liqası  | 0     | 0    |
| 2003/04 | Neftçi PFK         | Azerbejdżan | Premyer Liqası  | 24    | 1    |
| 2004/05 | Neftçi PFK         | Azerbejdżan | Premyer Liqası  | 23    | 0    |
| 2005/06 | Neftçi PFK         | Azerbejdżan | Premyer Liqası  | 15    | 1    |
| 2006/07 | Neftçi PFK         | Azerbejdżan | Premyer Liqası  | 1     | 0    |

## Kariera reprezentacyjna
W reprezentacji Azerbejdżanu Getman zadebiutował 26 kwietnia 1995 w przegranym 1:4 meczu eliminacji do Euro 96 z Rumunią, rozegranym w Trabzonie. Grał również w eliminacjach do MŚ 1998, do Euro 2000 i do MŚ 2002. Od 1995 do 2002 rozegrał w kadrze narodowej 27 meczów.